# Mapello
Mapello – miejscowość i gmina we Włoszech, w regionie Lombardia, w prowincji Bergamo.
Według danych na styczeń 2009 gminę zamieszkiwało 6277 osób przy gęstości zaludnienia 738,5 os./km².